# Eriopyga constans
Eriopyga constans är en fjärilsart som beskrevs av Dyar 1918. Eriopyga constans ingår i släktet Eriopyga och familjen nattflyn. Inga underarter finns listade i Catalogue of Life.